# Metropolis (novel·la)
Metropolis és una novel·la publicada per l'escriptora alemanya Thea von Harbou al 1926. La narració es desenvolupa a una ciutat estat d'enormes proporcions anomenada Metropolis a l'any 2026. Els obrers viuen en un gueto subterrani, on es troba el cor industrial, amb la prohibició de sortir al món exterior.
Incitats per un robot-dona es rebel·len contra la classe intel·lectual que té el poder, amenaçant amb destruir la ciutat que es troba en la superfície. Freder, el fill del dirigent de Metropolis, amb l'ajuda de María, una noia d'origen humil, intentaran evitar la destrucció apel·lant als sentiments i a l'amor.
La novel·la va ser la base per l'obra Metropolis dirigida per Fritz Lang al 1927 i primera pel·lícula inscrita al Registre internacional Memòria del món de la UNESCO.

## Argument
La societat de Metropolis s'ha dividit en dos grups antagònics i complementaris: una elit de propietaris i pensadors, que viuen en la superfície, veient el món des dels grans gratacels i paisatges urbans, i una casta de treballadors, que viuen sota la ciutat i que treballen sense parar per mantenir la manera de vida dels de la superfície. El president-director de la ciutat és Joh Fredersen.
María, una figura carismàtica i pacificadora, defensa la causa dels treballadors. Però en lloc d'incitar a una revolta, insta als treballadors a buscar una sortida pacífica i tenir paciència, esperant l'arribada del "Mediador", que unirà ambdues meitats de la societat.
Freder, el fill del Joh Fredersen, coneix a María i queda namorat d'ella. La segueix sense que aquesta s'adoni, penetra al món subterrani dels treballadors i mira amb els seus propis ulls les pèssimes condicions en què aquests viuen i treballen, així com el desdeny absolut dels propietaris, que prefereixen portar més treballadors perquè les màquines no es detinguin, que auxiliar als quals sofreixen accidents en elles. Freder decideix unir-se a la causa de María.
No obstant això, J. Fredersen s'ha adonat ja de les activitats de María, i tement una revolta dels obrers, decideix sol·licitar l'ajuda del científic Rotwang, qui li mostra un robot antropomorfo de la seva invenció. El robot-dona de Rotwang pot prendre tant la conducta com l'aparença d'una persona, així que decideixen suplantar a María.
Al robot se li mana promoure els disturbis i el descontentament, per així permetre al director de la ciutat llançar una repressió violenta contra els treballadors. El que desconeix J. Fredersen és que el robot conté l'esperit de Hel; la que havia estat esposa de Rotwang, que va tenir un enamoriscament amb J. Frederseni, va morir en donar a llum al seu fill Freder. -
Rotwang utilitzarà al robot-dona com a instrument de venjança contra el president de Metropolis, el seu fill i tota la ciutat.
La veritable María és feta presonera a la casa de Rotwang, mentre el robot la suplanta i llança discursos incendiaris, seguint el pla de venjança de Rotwang. Es transforma en ballarina exòtica en el prestigiós cabaret Yoshiwara i així ennuvola la seva raó per promoure la discòrdia i la decadència entre els joves adinerats.
Seguint els mals consells del robot-dona, els treballadors inicien una revolta i destrueixen la «Màquina Cor», que proporciona l'energia que fa funcionar totes les altres maquinàries de Metropolis. La destrucció de la màquina també provoca que els dics d'aigua de la ciutat es trenquen, i inundin el submón dels treballadors.
Tots ells encegats pel discurs del robot-dona, han descurat la seguretat dels seus fills, que acaben sent rescatats per María i tots ells a la vegada per Freder. En adonar-se del seu greu error, els treballadors, desesperats, surten a la superfície a la recerca de la "bruixa", la presumpta María. La munió envaeix el districte alt de la ciutat i captura a la falsa María, a la qual lliguen a una estaca i calen foc, mentre Freder observa tot i es desespera.
Aviat s'adona que aquesta María és una impostora, en cremar les seves carns falses i quedar al descobert el robot, i en veure a la veritable María ser perseguida per l'embogit Rotwang en les teulades de la catedral de la ciutat. Freder persegueix a Rotwang i s'enfronta amb ell, fins que Rotwang es precipita de la teulada cap a la seva mort.
María i Freder retornen al carrer i van a la trobada de Joh i Grot (dirigents de la ciutat) i es deixe entreveure el començament d'una nova societat.

## Publicació i adaptació al cinema
Al 1925, gràcies al editor August Scherl, l'obra va ser publicada a la revista Illustriertes Blatt acompanyada de captures de pantalla de la propera adaptació cinematogràfica. L'obra va ser escrita amb la intenció de ser adaptada al cinema pel marit de Harbou, el director Fritz Lang. Harbou col·labora amb Lang en el guió per la pel·lícula, també titulat Metropolis; la filmació va començar abans de la publicació de la novel·la.
Fins al 1927 el text original escrit en alemany no va ser traduït al anglès.

## Acollida de l'obra
Michael Joseph de The Bookman a Nova York va escriure sobre la novel·la:
```
"
És una obra notable, que reprodueix hàbilment l'ambient que s'ha arribat a associar amb les produccions cinematogràfiques alemanyes més ambicioses. Suggeridor en molts aspectes de l'obra dramàtica de 
Karel Čapek
 i dels fantàstics romanços previs de 
H. G. Wells
, el seu tractament és un interessant exemple de la literatura expressionista. (...) "Metròpolis" és una de les novel·les més poderoses que he llegit i que pot captar a un gran públic tant als Estats Units com a Anglaterra si no resulta massa desconcertant per al lector habitual"
.
```